# Toma Piemontese
Toma Piemontese es un queso italiano con denominación de origen protegida por el Reglamento CE n.º 1263/96 y denominazione di origine italiana desde 1993. La zona de procedencia de la leche, de transformación de elaboración del queso toma piemontese comprende el territorio administrativo de las provincias de Novara, Vercelli, Biella, Turín y Cuneo, así como los municipios de Acqui Terme, Terzo, Bistagno, Ponti y Denice en la provincia de Alessandria y de Monastero Bormida, Roccaverano, Monbaldone, Olmo Gentile y Serole, en la provincia de Asti. 

## Historia
No hay una interpretación unánime del origen del nombre toma. Para algunos autores, deriva del nombre tradicional del queso producido en esta zona montañosa. Para otros viene de la palabra francesa antigua tumer, que significaría "caer" o "girarse". Unos terceros dicen que viene de tuma, un término dialectal que significa "gota", lo que aludiría al goteo de la cuajada conforme se va elaborando el queso. Hay otros quesos italianos llamados toma, parecidos a las tomme francesas, pero solo la toma piemontese tiene DOP.
Es un queso tradicional. Hay quien señala que ya existía en tiempos de los romanos. No obstante, la primera mención de este nombre es del siglo XI. En su Summa Lacticiniorum (1477), el experto en productos lácteos Pantaleone da Confienza describe la producción de un queso llamado caseus mordavicus, parecido al actual toma. Las características del queso se fijaron mediante decreto en los años 1964 y 1977, siendo reconocido como denominazione di origine italiana en 1993 y como DOP por la Unión Europea en 1996. A nivel internacional, cuenta con registro como denominación de origen, conforme al Sistema de Lisboa, ante la Organización Mundial de la Propiedad Intelectual, desde el 5 de mayo de 2014.

## Elaboración
Este queso se hace con leche de vaca. Es un queso de «superficie madurada», esto es, madura desde la corteza hacia el interior. A menudo se dejan secar durante un par de días bajo una capa de hierbas de montaña, lo que le da más sabor.

## Características
Tiene un 45 % de materia grasa. Adopta la forma de un cilindro de lados rectos y base ligeramente convexa. Su altura está entre los 5 y los 10 centímetros y el peso entre los 2 y los 10 kilos. Su pasta es blanda, como natillas con pequeños poros. Su sabor resulta agridulce. 
Se come fresco, después de la comida, con aceite de oliva, pimienta y sal. Si se deja madurar durante meses, se hace un queso duro para rallar. Puede tomarse con avellanas, uvas e higos. También puede utilizarse para cocinar, en salsas y guisos, pues es un queso que funde fácilmente. Marida bien con un vino tinto del Piamonte, como el dolcetto d'Alba (vino DOC de las provincias de Asti y Cuneo) o un barbaresco (DOCG de la provincia de Cuneo).